# Enciclopedia Monitor
La Enciclopedia Monitor era una enciclopedia alfabética española publicada entre 1965 y 1973 en España y Latinoamérica, por la Editorial Salvat. Su entrega consistía en 262 fascículos semanales coleccionables y agrupados en doce volúmenes más uno de índice. Alcanzó unas 15 000 voces y más de 6800 páginas (incluyendo el índice). Se caracterizó por la claridad en el tratamiento de sus materias, su profusa exposición fotográfica (la mayoría en color) y por el material en que estaba impresa (tapas duras y papel satinado).

## Historia
Fue la apuesta editorial de los hermanos editores y empresarios Manuel, Juan y Santiago Salvat Dalmau de vender enciclopedias por fascículos, que vendiendo primero la Enciclopedia Monitor, luego la  Enciclopedia Salvat de la fauna y también los cursos de inglés de Oxford University. Esto llevó a la Editorial Salvat a ser líder del sector en las décadas de 1970 y 1980.
Esta enciclopedia llegó a vender 300 000 ejemplares, en España e Hispanoamérica, esto lo hicieron adaptando una enciclopedia alfabética
de la editorial italiana De Agostini y, considerando que la distribución era un elemento estratégico, creó su propia distribuidora, Marco Ibérica S. A. (MIDESA), para abastecer los quioscos de periódicos en España; en Hispanoamérica esta se ofreció en farmacias y grandes superficies. Además tuvo una gran campaña publicitaria con anuncios en carteles, radio y televisión.

## Método de empastado
Las cubiertas de los tomos eran vendidas en forma independiente y venían con un sobre, el cual contenía dos láminas de acero. Estas podían ser pasadas por las grapas de cada fascículo y luego eran insertadas en las tapas a fin de lograr un empastado hecho en casa.

## Legado
Esta enciclopedia fue muy popular en su época y se posicionó en la memoria colectiva de varias generaciones. La portada del álbum Fome (1997), de la banda chilena Los Tres, presenta en su carátula un anuncio publicitario donde aparece.

## Volúmenes
- 1:  A-ASTRA
- 2:  ASTRO-CALI
- 3:  CALM-CONS
- 4:  CONT-DRI
- 5:  DRO-FERO
- 6:  FERR-GUAS
- 7:  GUAT-JAN
- 8:  JAP-MERC
- 9:  MERE-PAQ
- 10: PAR-RESP
- 11: REST-TAN
- 12: TAO-Z
- ÍNDICE (volumen sin numerar)